# Yigoga stigmatula
Yigoga stigmatula là một loài bướm đêm trong họ Noctuidae.